# زیون (آلاباما)
زیون (به انگلیسی: Zion) یک منطقهٔ مسکونی در ایالات متحده آمریکا است که در آلاباما واقع شده‌است. زیون ۱۳۵٫۰۳ متر بالاتر از سطح دریا واقع شده‌است.